# Hamás
Hamás (en árabe: حَمَاس‎, romanizado: ḥamās, lit. 'fervor, entusiasmo'; un acrónimo de حَرَكَة اَلْمُقَاوَمَةِ الْإِسْلَامِيَّةِ‎, ḥarakat al-muqāwamati l-ʔislāmiyyati, 'Movimiento de Resistencia Islámica') es una organización política y paramilitar palestina sunita que se declara yihadista, nacionalista e islamista. Su objetivo original, definido en su carta fundacional, fue el establecimiento de un Estado islámico en la región histórica de Palestina, que comprendería los actuales Israel, Cisjordania y la Franja de Gaza, con capital en Jerusalén. Sin embargo, en 2017 publicó unos nuevos estatutos según los cuales reclama «el establecimiento de un Estado de Palestina completamente soberano e independiente, con Jerusalén como capital, en las fronteras del 4 de junio de 1967» y enfatizaba su carácter nacionalista por encima del religioso, aunque sigue sin reconocer a Israel ni abandonar la lucha armada. Hamás cuenta con una serie de organizaciones dependientes que desarrollan sus actividades en muy diversos ámbitos, y abarcan desde la asimilación cultural y religiosa de los jóvenes a través de la madrasa, la asistencia social a los palestinos más necesitados (y a las familias de sus propios miembros muertos o presos en cárceles israelíes), la representación en las instituciones políticas palestinas a través de la lista Cambio y Reforma, hasta las Brigadas de Ezzeldin Al-Qassam, brazo armado de Hamás. 
Hamás ha sido declarada organización terrorista por la Unión Europea, Estados Unidos, Suiza, Israel, Japón, Argentina, Canadá, Australia, Nueva Zelanda, la secretaría general de la Organización de Estados Americanos (OEA)., Reino Unido, Paraguay y Costa Rica, mientras que otros países como Rusia, Turquía, Brasil, China o Noruega no la consideran como tal.
Desde su creación formal en 1987 hasta la actualidad, las distintas organizaciones que forman parte de Hamás se han convertido en objetivos prioritarios de las operaciones militares israelíes, que han terminado con la vida de importantes miembros del movimiento, incluyendo a su fundador y líder espiritual, el jeque Ahmed Yasín, y a su sucesor Ábdel Aziz ar-Rantisi, muertos en «ataques selectivos» de las fuerzas militares israelíes.
La lista Cambio y Reforma, ligada a Hamás, se presentó a las elecciones generales palestinas de 2006 obteniendo la mayoría absoluta, lo que le otorgó la potestad de formar el gobierno que lideró Ismail Haniye, que generó una serie de sanciones por parte de algunos países occidentales y árabes que consideraban terrorista a Hamás. Tras una serie de enfrentamientos y tensión creciente con su rival Fatah, en 2007 las organizaciones armadas leales a Hamás en la Franja de Gaza terminaron por expulsar del territorio a los partidarios de Fatah y se hicieron con el control total de la Franja. Desde entonces hasta 2017, Hamás asumió el gobierno de la Franja de Gaza, mientras su rival político Fatah mantenía el control de Cisjordania. En septiembre de 2017 se inició un acercamiento entre Hamás y Fatah. El 2 de octubre la Autoridad Nacional Palestina regresó a Gaza y el 12 de octubre se firmó en El Cairo el Pacto de reconciliación palestina entre Hamás y Fatah por el que se acordó la creación de un gobierno palestino de unidad, la convocatoria de elecciones generales y el traspaso del control del paso fronterizo de Rafah entre Gaza y Egipto a la Autoridad Nacional Palestina.
El Gobierno de Hamás en Gaza ha estado sometido desde 2007 a un bloqueo por parte de Israel y de Egipto que impide la entrada de alimentos, medicinas, material de construcción, armas y otros productos en territorio gazatí. La ANP de Hamás en Gaza fue uno de los objetivos principales de la invasión de Gaza llevada a cabo por el ejército israelí a finales de 2008; tras declarar haber alcanzado sus objetivos, el ejército israelí terminó por retirarse del territorio costero, retornando el statu quo anterior al conflicto y retomando Hamás el poder de la Franja.
Distintas organizaciones de derechos humanos, como Human Rights Watch o Amnistía Internacional, han acusado a Hamás de cometer crímenes de guerra y crímenes contra la humanidad hacia las poblaciones tanto israelíes como palestinas, así como también torturas, asesinatos y secuestros contra la población palestina.

## Inicios

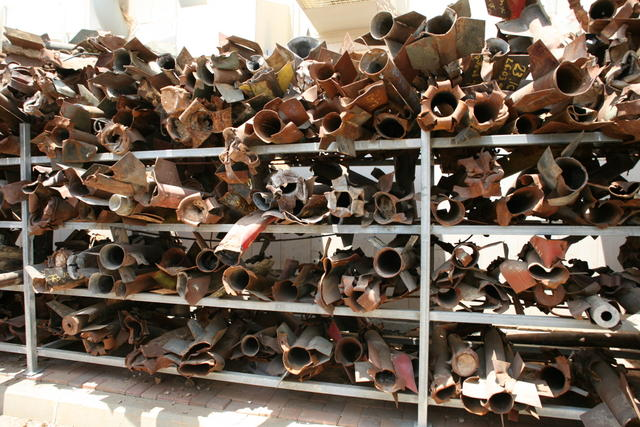
Restos de cohetes Qassam lanzados por Hamás desde la Franja de Gaza (2009).

Según  Ishaan Tharoor, Israel habría ayudado inicialmente a la creación de Hamás, tratando con ello de debilitar a la hasta entonces hegemónica OLP de Yasir Arafat, si bien es algo que tanto Hamás como Israel niegan. Hamás fue ayudado, según el general israelí Yitzhak Segev, por Israel, de quien recibió un apoyo activo, para luchar contra la OLP al estilo que hizo Estados Unidos con los talibanes para luchar contra la Unión Soviética. Fundada por el jeque Ahmed Yasín en 1987, durante el curso de la primera Intifada, emitiendo su primer comunicado en diciembre de 1987. Algunos de sus grupos precursores fueron "Los coaligados de la tierra del Isrá'", y "Movimiento Islámico de Lucha". Fueron el jeque Ahmed Yasín y varios seguidores como Mahmud Al Zahhar y Ábdel Aziz ar-Rantisi quienes estructuraron y difundieron el movimiento de una forma oficial.
Su primer comunicado, señalaba:

La Intifada de nuestro pueblo rechaza la ocupación y sus presiones, la confiscación de la tierra, la construcción de asentamientos y la política de sometimiento de los sionistas [...]. El Islam es la solución y la alternativa. Nuestro pueblo conoce el camino del sacrificio y el martirio. Haced que entiendan que la violencia no engendra más que violencia, que la muerte no trae más que muerte.

En el artículo segundo de su carta fundacional, fechada el 18 de agosto de 1988, se presentó como una rama del movimiento internacional de los Hermanos Musulmanes, fundado en Egipto en 1928 por Hassan al-Banna, y que propugna la aplicación de la ley islámica en diversos aspectos de la vida diaria, pero la vinculación con dicho movimiento en realidad nunca excedió lo meramente ideológico, como lo han reconocido luego líderes de ambas agrupaciones. La carta fundacional de Hamás exhibe la influencia de teorías conspirativas antisemitas.

### Renacimiento de la Yihad

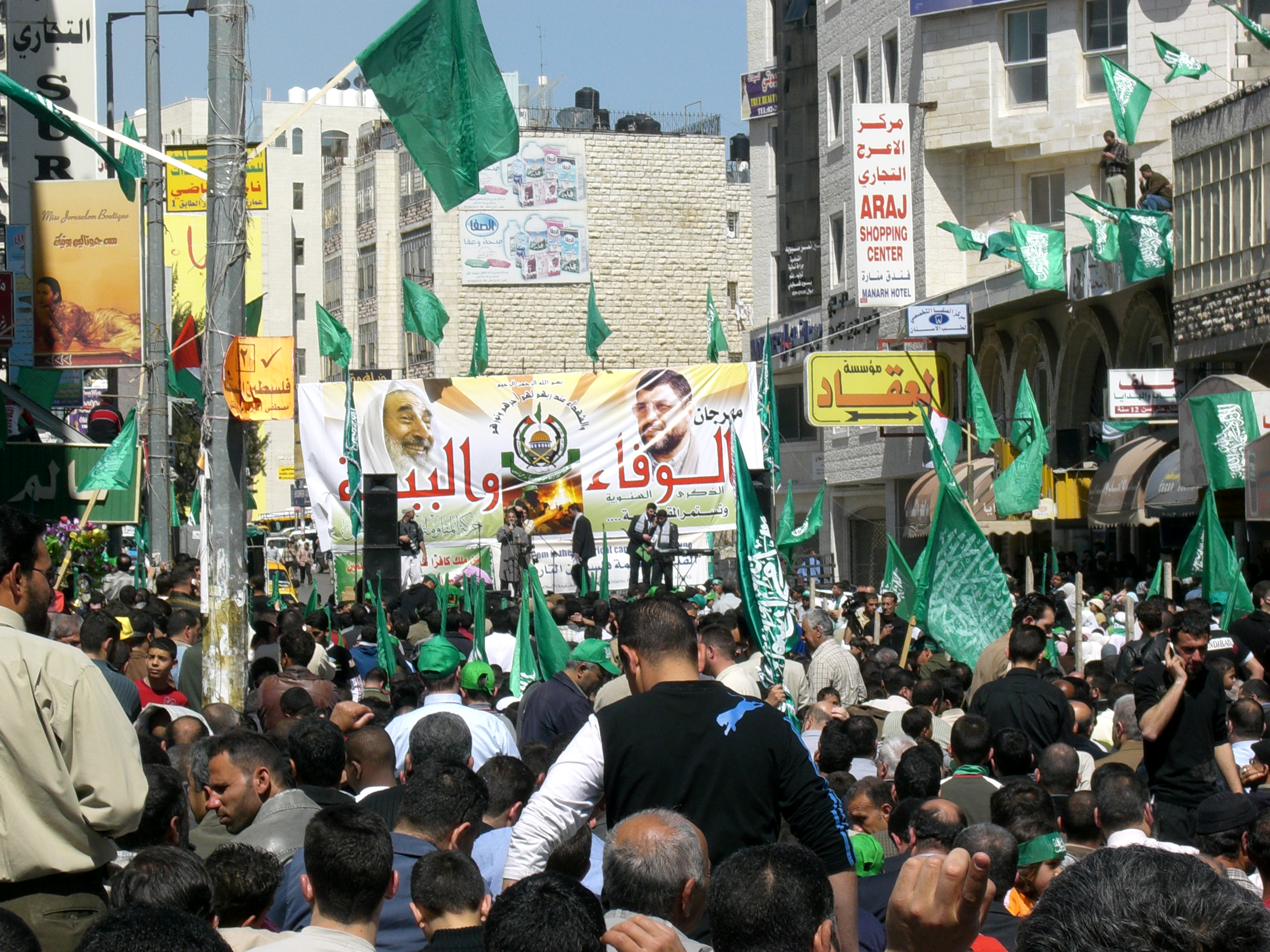
Banderas con la shahada, llevada por los seguidores de Hamás.

En 1973, cuando los Hermanos Musulmanes egipcios y sirios recomenzaron la guerra contra los gobernantes seculares de aquellos países, unos seguidores del grupo del Cairo formaron la organización Yihad Islámica. Una subdivisión del grupo, formada en la Franja de Gaza, comenzó una guerra de baja intensidad contra el ejército de Israel y la administración militar y civil que dicho país ejercía en los territorios palestinos desde 1967. Tal subdivisión no mostró mucha habilidad militar, por lo que tuvo menor apoyo comparado al de Fatah y otros grupos del exilio, los cuales recibían armas de aliados árabes.
A finales de los 1970, el jeque Ahmed Yasín, un alumno coránico parapléjico en la Ciudad de Gaza, logra crear un movimiento social (todavía sin relación con la yihad), manifestando que el verdadero enemigo del pueblo palestino no era solo el Estado judío, sino los vicios fustigados por el islam, verdaderos "azotes de los palestinos", a saber: las prostitutas, los narcotraficantes (incluyendo a los que vendían droga solamente a israelíes), funcionarios en los barrios y empresarios que colaboraban con Israel en provecho propio sin ayudar a los palestinos, e intelectuales que anteponían filosofías extranjeras al islam.

### Preparación de la lucha armada
Al principio, el Shabak, uno de los servicios secretos israelíes, no vio a Yasín y sus alumnos como una amenaza. Sólo empezó a preocuparse cuando los seguidores del jeque empezaron a asaltar a colaboracionistas de Israel en los barrios de Gaza. Según Yasir Arafat, Israel incluso les habría dado cierto apoyo oficioso para que se enfrentaran a Fatah o al FPLP en Gaza y Cisjordania.

Según diversas fuentes, durante los años setenta y ochenta, Israel ayudó a impulsar la popularidad de Hamás entre la población palestina como una manera de contrarrestar la influencia de la entonces omnipresente OLP. La periodista Paola Caridi explica que: 
Durante esta fase, Israel no estaba preocupado por la presencia de instituciones islamistas. De hecho, a su manera, las favoreció, tanto al no oponerse a ellas como al proporcionarles el necesario visto bueno a su legalidad. 
Esta postura política -que Israel mantendría desde 1967 hasta 1989, cuando Hamás fue incluida por primera vez en la lista de organizaciones terroristas- es el germen de la frecuente interpretación en la prensa popular de que el propio Israel creó a Hamás. Durante las primeras dos décadas de ocupación de los territorios palestinos, Israel había, de hecho, tolerado -y en algunos casos apoyado- la presencia de islamistas en Cisjordania y especialmente en Gaza. Estas interpretaciones amateurs del auge de los islamistas palestinos son demasiado simplistas para un movimiento que nunca fue un instrumento de agentes externos, sino más bien uno que creció desde el interior de la sociedad palestina, de donde obtuvo apoyos no solo por motivos religiosos y sociales, sino también, en última instancia, políticos.  

Pero hay también algo de verdad en la lectura estereotípica de estos eventos. Es cierto que Israel, durante una fase concreta de la ocupación, permitió al movimiento islamista un margen de maniobra mediante la concesión de licencias para gestionar organizaciones sociales y socio-religiosas como Mujama al-Islami. También es verdad que las organizaciones vinculadas a los Hermanos Musulmanes tenían más fácil obtener estas autorizaciones que otras organizaciones similares relacionadas con facciones nacionalistas y seculares dentro del espectro político palestino. En una entrevista de 1981 con el International Herald Tribune, el gobernador militar del distrito de Gaza, el general Yitzhak Sager, dijo que el gobierno israelí le había «dado un presupuesto y el gobierno militar se lo ha asignado a las mezquitas (...). Los fondos se usaron tanto para escuelas religiosas como para mezquitas, con el propósito de fortalecer una fuerza contraria a la de los izquierdistas de la OLP». Como explica Beverly Milton-Edwards, una académica especialista en el islam político, estos permisos eran «signos de la clásica política del divide y vencerás. El apoyo benigno de Israel al movimiento islámico se diseñó para fortalecer al islam frente a los nacionalistas de la Organización para la Liberación de Palestina (OLP). Al alimentar una tendencia conservadora y tradicional, las autoridades israelíes esperaban disminuir el atractivo progresista y radical del movimiento de liberación nacional».
En 1984, los israelíes reconocieron en Yasín y sus alumnos a los peores predicadores del odio contra Israel. Al año siguiente se le hallaron a Yasín armas en su propia casa; preparaba una revuelta islamista en Gaza.[cita requerida] Detenido por el Shabak, Yasin se convirtió en un famoso prisionero, conocido por la prensa como el "terrorista en la silla de ruedas". Mientras purgaba prisión, sus seguidores consolidaban la organización, la cual ya administraba madrazas y clínicas en los barrios, obteniendo fondos para asistencia social entre empresarios y jeques petroleros del Golfo Pérsico, los cuales querían un aliado palestino contra la izquierda laicista que amenazaba sus intereses.

## Lucha armada

Composición del Parlamento Palestino tras las elecciones de enero de 2006

En 1987 Yasín fue encarcelado una vez más por afiliación con un grupo terrorista, pero liberado, junto con otros 70 palestinos, en el canje por los dos agentes del Mosad que fueron detenidos en Jordania tras intentar asesinar al líder de Hamás en ese país, Khaled Meshal, una operación fallida que también tuvo como consecuencia la dimisión del entonces jefe del Mosad, el general Danny Yatom. Durante el curso de la primera Intifada, Hamás emitió su primer comunicado en diciembre de 1987. Algunos de sus grupos precursores fueron "Los coaligados de la tierra del Isrá'", y "Movimiento Islámico de Lucha". Fueron el jeque Ahmed Yasín y varios seguidores como Mahmud Al Zahhar y Ábdel Aziz ar-Rantisi quienes estructuraron y difundieron el movimiento de una forma oficial. En el artículo segundo de su carta fundacional, fechada el 18 de agosto de 1988, se presentó como una rama del movimiento internacional de los Hermanos Musulmanes, fundado en Egipto en 1928 por Hassan al-Banna, que propugna la aplicación de la ley islámica en diversos aspectos de la vida diaria, pero la vinculación con dicho movimiento en realidad nunca excedió lo meramente ideológico, como lo han reconocido luego líderes de ambas agrupaciones. En 1991, Hamás declaró la fundación de las Brigadas de Izzedín al-Kassam, su brazo militar.[cita requerida]
Hamás inició una ola de secuestros y ataques, como el homicidio del policía Nissim Toledano el 15 de diciembre de 1992 y el soldado de la Brigada Golani Nachshon Wachsman el 14 de octubre de 1994 (el asesinato de Wachsman ocurrió durante un intento infructuoso para salvarlo y rescatarlo de sus captores). El cerebro de los ataques fue el notorio Mohamed Deif, un militante radical y veterano que luego sería el jefe de BIK. A causa de los ataques, el primer ministro de Israel Isaac Rabin decidió expulsar algunos cientos de militantes del grupo al sur del Líbano. Pero ante la presión de países extranjeros, Rabín consintió en devolverles a Gaza.

## Acuerdos de Oslo
Cuando Yasser Arafat e Isaac Rabin se encontraron en 1993 y 1994 y acordaron negociar el fin de la guerra palestina-israelí, Hamás denunció a Arafat y la OLP como traidores que permitirían la división de la Palestina histórica. Aunque para Arafat fue difícil convencer a los palestinos del acuerdo, y originó la decepción y el alejamiento de muchos de sus partidarios en la OLP y en Fatah, Hamás no fue debilitado, porque no era miembro de la OLP.
Sus líderes han calificado en reiteradas ocasiones los diálogos entre árabes e israelíes —incluyendo los Acuerdos de Oslo— como una "pérdida de tiempo". Respaldan la lucha armada y los ataques suicidas contra civiles como medio para el logro de sus objetivos.

### Conflicto con Fatah y el SSP
Durante el traslado de la autoridad en Gaza y Jericó de la Administración Civil israelí a la nueva Autoridad Nacional Palestina (ANP), Hamás se fortaleció como el mejor grupo alternativo a Fatah. Criticó a Arafat como un "dictador corrupto" que estaba aprovechando el nacionalismo palestino para sus propios fines. Contra Hamás se formaron milicias de Fatah como Tanzim de Marwan Barghouti en Cisjordania. Pero más despreciado por Hamás fue el Servicio de Seguridad Preventiva y su director Muhammad Dahlan. Dahlan, un militante leal de Fatah, entendió que la red social de Hamás, vigente ya durante muchos años, tenía el potencial de suplantar a la ANP como un estado dentro del estado.

## Atentados suicidas 1994-2004
Hamás empezó una campaña de atentados suicidas en 1994 con una frecuencia sin precedentes. Arafat tuvo una actuación dubitativa, sin saber si enfrentarse abiertamente a Hamás o no, pensando que el aumento de la violencia impediría obtener nuevos compromisos de Israel a favor de la causa palestina. Los oponentes derechistas israelíes, que subieron al poder con Benjamín Netanyahu, las actividades belicosas de Arafat y los hombres bomba de Hamás sabotearon las negociaciones entre Israel y la ANP.

### Estrategia militar
Aunque en aquellos tiempos Hamás no tuvo armas sofisticadas para luchar contra el ejército israelí, los jefes de BIK les reclutaron muchos parados hábiles especialmente electricistas, mecánicos, e ingenieros civiles. Uno de ellos, Yahya Ayyash, o "El Ingeniero" ('al-muhandis'), habría sido el arquitecto de la campaña de bombardeos suicidas, junto con Mohamed Deif, Nidal Farajat, Salame Jamad, Adnan al-Ghoul, y Salah Shehade, el triunvirato de jefes de BIK. El 5 de enero de 1996 Ayyash fue asesinado por una bomba en su teléfono celular colocada por el Shabak, pero antes de morir ya había enseñado a otros a fabricar cinturones bombas. Hamás gradualmente utilizaba los bombardeos más que otros métodos como tiroteos y secuestros. La Yihad Islámica rápidamente lo adquirió como táctica y las Brigadas de los Mártires de Al-Aksa de Fatah cuando empezaron a usarlo en la segunda Intifada en septiembre de 2000.

### Asesinatos de miembros de Hamás
A continuación una lista de líderes de Hamás que han sido blanco de asesinato selectivo a manos del Estado de Israel:
- Emad Akel (24 de noviembre de 1993): comandante de las Brigadas de Ezzeldin Al-Qassam.
- Yahya Ayyash (5 de enero de 1996): Principal fabricante de bombas.
- Salah Shehade (22 de julio de 2002): Cofundador de BIK.
- Ahmed Yasín (22 de marzo de 2004): Fundador y líder espiritual.[58]
- Ábdel Aziz ar-Rantisi (17 de abril de 2004): Portavoz del movimiento y jefe político y civil.[59]
- Adnan al-Ghoul y Imad Abbas (21 de octubre de 2004): Adnan Al-Ghoul era uno de los principales operativos del aparato militar de Hamás y el segundo fue ingeniero y fabricante de bombas de las Brigadas Ezzeldin Al-Qassam, el ala militar de Hamás.
- Izzedín Subji Cheik Jalil (26 de septiembre de 2004): Oficial de la tercera figura en la Oficina Estatal del grupo (el cuerpo de Hamás en el exilio); asesinato por un coche bomba en Damasco.
- Mahmoud al-Mabhouh (19 de enero de 2010): Comandante en jefe.[60]
- Ahmed Yabari (14 de noviembre de 2012): Jefe del brazo militar.[61]
- Mohamed Deif (13 de julio de 2024): comandante de las Brigadas de Ezzeldin Al-Qassam.
- Ismail Haniya (31 de julio de 2024): presidente del Buró Político.
- Yahya Sinwar (16 de octubre de 2024): presidente del Buró Político y líder de Hamás.
- Mohamed Sinwar (13 de mayo de 2025): dirigente de las Brigadas de Ezzeldin Al-Qassam.
- Mohamed Shabana (13 de mayo de 2025): comandante de la brigada Rafah.

## Guerra de Gaza
En octubre de 2023, Hamás inició una ofensiva a gran escala en el sur de Israel. Se trató de la primera vez desde 1948 que fuerzas palestinas lograban tomar terreno israelí y mantenerlo bajo su poder durante un cierto tiempo. El ataque constituyó la mayor pérdida de vidas humanas en un solo día en la historia de Israel, superando en número de víctimas civiles (más de 1200) al total de la Segunda Intifada, que transcurrió desde 2000 a 2005. Algunos políticos israelíes lo han calificado como el 11 de septiembre o el Pearl Harbour israelí, mientras que algunos expertos militares lo tildan del peor día de la historia militar israelí.
El ataque se inició con disparos de francotiradores gazatíes contra las cámaras de seguridad y con un bombardeo de precisión con drones sobre los sistemas de vigilancia perimetrales israelíes. Poco después, Hamás comenzó con el lanzamiento masivo de cohetes hacia diversas ciudades israelíes mientras un grupo de comandos palestinos traspasaba la frontera en parapentes motorizados. Poco después, una serie de explosiones y un grupo de buldócers abrieron un total de 30 brechas en la valla fronteriza con Israel mientras milicianos de Hamás conseguían tomar el paso de Erez. En ese momento, diversos grupos de milicianos (más de 1500, según algunas fuentes) comenzaron a cruzar la frontera en camionetas y motocicletas y a atacar puestos militares cercanos a la Franja, tras lo cual se infiltraron en las localidades y kibutzim cercanos a esta. Cerca de Re'im, a apenas 3 kilómetros de la frontera, los militantes llevaron a cabo una masacre en un festival de música que estaba celebrándose. En Sederot, tomaron una comisaría y se atrincheraron en ella. En otras localidades más pequeñas fueron entrando casa por casa y matando a cuantos habitantes encontraron. También lograron tomar más de 200 rehenes que fueron posteriormente trasladados al interior de la Franja de Gaza. El ejército israelí tardó más de dos días en declarar que todas las localidades en su territorio habían sido recuperadas, aunque seguían buscando milicianos de Hamás en la zona.
Fuentes de Hamás y del estamento militar israelí declararon a Reuters que se trataba de la culminación de una campaña para engañar a Israel haciéndole creer que el grupo estaba interesado principalmente en cuestiones económicas y de gobierno en lugar de hacer la guerra. Abu Obeida, portavoz de las Brigadas Izz ad-Din al-Qassam, anunció que los rehenes capturados serían ejecutados y que dichas ejecuciones serían grabadas y retransmitidas en caso de que Israel continuase bombardeando objetivos civiles sin previo aviso en Gaza.  El 9 de octubre, algunos medios de comunicación informaron de que Hezbolá estaba considerando una inminente acción de guerra contra Israel; también se ha informado de que Siria, Irán y los rebeldes hutíes yemeníes están considerando la posibilidad de entrada, si bien Estados Unidos ha informado de que no tiene pruebas concluyentes de una relación directa entre Irán y el ataque de octubre de 2023.
En el transcurso de la guerra Israel-Gaza que se inició en 2023, apareció una milicia paramilitar de oposición a Hamás fundada y armada por Israel, llamada Fuerzas Populares. Se extendió en el sureste de Rafah, área bajo control israelí cerca del  paso fronterizo de Kerem Shalom, y afirmó que su objetivo era proteger los camiones de la Fundación Humanitaria de Gaza que llevan ayuda a Gaza, pero sus críticos aseguran que hace lo contrario y se dedica a saquearlos. El primer ministro Netanyahu la presentó como otra forma más de combatir a Hamás, enfrentando facciones palestinas. De hecho, miembros del gobierno de Netanyahu como el ministro de Finanzas Bezalel Smotrich han reconocido que Hamás se había convertido "en un activo" para ellos ya que, al ser considerado como un grupo terrorista por muchos países occidentales, reducía las posibilidades de convertirse en un interlocutor para la paz y debilitaba así a la Autoridad Nacional Palestina.

## Ataques llevados a cabo por las Brigadas de Ezzeldin Al-Qassam
Las Brigadas de Ezzeldin Al-Qassam son el brazo armado de Hamás, y han llevado a cabo desde 1993 decenas de ataques contra objetivos militares y la población civil israelí, causando centenares de víctimas. En 2004 se produjeron los últimos atentados suicidas de las Brigadas, que pasaron a atentar contra las Fuerzas de Defensa de Israel y a lanzar cohetes Qassam (y tras el inicio del Conflicto de la Franja de Gaza de 2008-2009, también los más potentes Grad y Katyusha) desde la Franja de Gaza contra el sur de Israel.

## Denuncias por abusos a los derechos humanos
Según el investigador y escritor saudí Abdullah bin Bijad al-Otaibi, Hamás es una organización que viola los derechos humanos, cuyo terrorismo se centra principalmente en el pueblo palestino de Gaza, al que gobierna con mano de hierro, y luego en los países árabes. Según la escritora egipcia Dalia Ziada, Hamás es una organización terrorista y su desaparición beneficiaría a toda la región y ayudaría a lograr la paz en Oriente Medio.En 2023, el presidente estadounidense Joe Biden acusó a Hamás de haber violado y mutilado a decenas de mujeres y niñas durante el ataque del 7 de octubre.Los exámenes forenses revelaron que habían sido torturadas, violadas, desmembradas y quemadas vivas.  Desde los años 2000, Hamás ha sido denunciado por múltiples violaciones de los derechos humanos, entre ellas:

### 2002
La organización Human Rights Watch denunció a Hamás (junto a otros grupos) como una organización que realiza "graves violaciones a las leyes humanitarias".

### 2007
La organización Amnistía Internacional denunció a Hamás como responsable de numerosos abusos contra la población civil palestina (tortura, asesinatos, detenciones irregulares, etc) acusándolo, junto a Fatah, de ser responsable de la muerte de al menos 350 personas, así como también de cometer crímenes contra la humanidad por sus atentados suicidas. Estas denuncias de Amnistía Internacional también se repitieron en 2008.

### 2008
En 2008 se generó una fuerte controversia por la intención de Hamás de promulgar una ley penal según la sharia, con penas de crucifixión, amputación de manos, o flagelación. Hamás lo negó inmediatamente.

### 2009
En 2009, Amnistía Internacional denunció a Hamás por una "campaña letal de secuestros, homicidios deliberados e ilegítimos, torturas y amenazas de muerte en la Franja de Gaza contra personas que acusaban de ‘colaborar’ con Israel (…)".

### 2014
En su informe de 2014 Amnistía Internacional denunció a Hamás por restringir las libertades de expresión y reunión pacífica y por llevar a cabo "una brutal campaña de secuestros, tortura y homicidios ilegítimos de palestinos", detenciones arbitrarias, torturar con impunidad y por la operación "estrangular cuellos" contra miembros de Fatah u otros disidentes.

## Programa de Hamás
Hamás no reconoce la legitimidad del Estado de Israel, ni acepta la resolución que la Asamblea General de las Naciones Unidas propuso el 29 de noviembre de 1947 mediante la cual se establecía la partición de Palestina en dos estados, uno árabe y otro judío. Considera que Israel fue edificado a partir de la usurpación de la Palestina histórica y no acepta ninguna reconciliación con los judíos que no incluya su renuncia a cualquier pretensión sobre Palestina, incluyendo la totalidad del actual territorio del Estado de Israel.
En múltiples ocasiones los líderes de Hamás han calificado a los diálogos entre árabes e israelíes (como los terminados en los Acuerdos de Oslo) como una pérdida de tiempo. Apoyan la lucha armada y los ataques suicidas contra civiles como medio para el logro de sus objetivos. Aparte de las operaciones violentas, Hamás mantiene también una postura política y social como el mantenimiento de hospitales y escuelas, apoyando a determinados candidatos y listas en las elecciones municipales y legislativas que se celebraron recientemente en los territorios bajo el control de la Autoridad Nacional Palestina.

### Carta fundacional, o "Pacto de Hamás"
En su carta fundacional, publicada el 18 de agosto de 1988, Hamás realiza una serie de acusaciones y advertencias contra Israel en particular y contra los judíos en general que han sido calificadas como antisemitas por distintos medios de comunicación.

Preámbulo: Israel existirá y continuará existiendo hasta que el islam lo destruya, de la misma manera que ha destruido a otros en el pasado.
Citado en Diccionario de terrorismo, página 246.

Artículo 7: "No vendrá el Día del Juicio hasta que los musulmanes combatan a los judíos, hasta que los judíos se escondan tras las montañas y los árboles, los cuales gritarán: '¡Oh, musulmán! Un judío se esconde detrás de mí, ¡ven y mátalo!'".

En el Pacto de Hamás se sostiene la teoría por la cual existiría una conspiración judía que habría causado desastres al islam durante siglos.

Artículo 32: La conspiración judía no tiene fin y después de Palestina van a ambicionar la expansión desde el Nilo hasta el Éufrates
Citado en Diccionario de terrorismo, página 246.

Además, los judíos son acusados de controlar los medios de comunicación, la riqueza del mundo, de instigar las revoluciones francesa y rusa, la Primera Guerra Mundial y la Segunda, todo lo cual sería para promover los objetivos sionistas.

Artículo 22: Declara que "enemigos" u organizaciones sionistas "acumularon una riqueza material grande e influyente" con la cual "tomaron el control de la prensa mundial". "Estuvieron detrás de la Revolución francesa y las revoluciones comunistas. En cuanto a guerras locales y mundiales nadie objeta que estuvieron detrás de la Primera Guerra Mundial, así como del aniquilamiento del califato islámico. También estuvieron detrás de la Segunda Guerra Mundial, cuando obtuvieron inmensos beneficios gracias al comercio con materiales de guerra, y se prepararon para el establecimiento de su Estado. Inspiraron la creación de Naciones Unidas y el Consejo de Seguridad para reemplazar a la Liga de las Naciones, para dominar el mundo a través de sus intermediarios. No hay guerra que haya estallado en lugar alguno que no lleve sus huellas digitales".

### Estatutos actuales
En 2017, Hamás hizo público Un Documento de Principios y Políticas Generales (وثيقة المبادئ والسياسات العامة لحركة حماس), unos nuevos estatutos que actualizaban el programa del partido. Este documento resulta novedoso porque abandona las pretensiones de establecer un solo Estado en la región y acepta las fronteras de 1967 como la base para el establecimiento de un Estado de Palestina con capital en Jerusalén, lo que define como una «fórmula de consenso nacional», si bien no reconoce explícitamente a Israel.  Los nuevos estatutos sostienen que la resistencia armada contra una potencia ocupante está justificada según el derecho internacional. En un cambio de postura con respecto a la Carta Fundacional, los nuevos estatutos de 2017 afirman que la lucha de Hamás no es contra los judíos como tales, debido a su religión, sino contra el proyecto sionista que subyace tras la ocupación israelí de los territorios palestinos. También recuerda que Hamás no es una fuerza revolucionaria que aspire a intervenir en asuntos de otras naciones, una referencia a sus vínculos originales con los Hermanos Musulmanes egipcios.

## Financiación
A lo largo de su historia, Hamás ha recibido apoyo económico de muchas partes, incluyendo a gobiernos como los de Israel, Arabia Saudí y a también gobiernos como el de Irán o Siria (pese a que estos dos últimos pertenecen a la rama chií del Islam, rival de la suní imperante en Hamás).  También algunos jeques petroleros del Golfo han contribuido personalmente a su financiamiento[cita requerida].
Por otra parte, Hamás está estructurada en torno a la Daʿwa, a la predicación, al principio musulmán de asistencia a los necesitados, y a los conceptos de azaque (caridad) y sadaqat (donaciones), a través de los cuales recibe fondos de muchas organizaciones de beneficencia situadas fuera de los territorios palestinos.
Israel ha declarado como "organizaciones clandestinas" a veinte comités de beneficencia de Hamás dentro de Cisjordania y Gaza, así como a ocho entidades de caridad de fuera de los territorios, debido a su relación con Hamás. El papel que ha desempeñado el gobierno de Israel permitiendo el flujo de financiación extranjero ha permitido la segregación de Gaza del gobierno de la Autoridad Palestina. En 2018, Israel intermedió para evitar que Catar detuviera los pagos y conseguir así que siguiera financiando a Hamás, y desde ese momento hasta el 7 de octubre, ha permitido que entrasen por sus pasos fronterizos millones de dólares provenientes de Catar y destinados a financiar a Hamás. 

## Armamento
Aunque, tradicionalmente, Hamás ha recibido armas de aliados como Irán a través de los túneles que pasan bajo la frontera con Egipto, varios estudios durante la guerra de Gaza de 2023-24 revelaron que gran parte del armamento que Hamás utilizaba en sus ataques contra Israel provenía de la propia Israel. Según The New York Times, diversos expertos en armas y agentes de inteligencia israelíes y occidentales creían que Hamás había logrado construir gran parte de sus misiles y de su armamento antitanque a partir de las bombas que no habían detonado en los bombardeos israelíes previos. Se calcula que alrededor del 10% (o incluso el 15%) de los proyectiles lanzados por Israel en sus diversas campañas de bombardeos sobre la Franja de Gaza no habían detonado. Con una bomba de 340 kilos sin detonar se pueden fabricar cientos de misiles de los que Hamás lanza contra Israel. Entre las armas fabricadas a partir de los explosivos israelíes se encontraban misiles antitanque, ojivas para RPGs, granadas termobáricas y diversos artefactos explosivos improvisados. Michael Cardash, consultor de la policía israelí, declaró a The New York Times que «el material de guerra sin estallar es la fuente principal de explosivos para Hamás. (...) Están abriendo bombas y obuses de artillería provenientes de Israel, y muchos se están usando, por supuesto, y readaptando para sus explosivos y proyectiles».
En cuanto a los fusiles de asalto, la gran mayoría de los usados por los milicianos de Hamás son del tipo AK-47, aunque con una gran variedad dentro de este modelo, pues usan variedades europeas, rusas, chinas y norcoreanas. Los RPGs tienen también un origen muy variado, desde Bulgaria hasta China y Corea del Norte, además de los fabricados en la propia Franja de Gaza, denominados Yasin y que pueden penetrar la armazón de los tanques y los TBPs israelíes. Otra fuente de abastecimiento son las armas robadas en bases militares israelíes. Un informe interno israelí detectó que cientos de pistolas y granadas y miles de balas habían sido robadas de bases militares mal protegidas. De hecho, se encontraron este tipo de granadas y armas en los cadáveres de los milicianos palestinos que llevaron a cabo la operación Inundación de Al-Aqsa el 7 de octubre de 2023.  Además, los francotiradores de Hamás utilizan miras de precisión fabricadas en Estados Unidos y vendidas por este país a Irán, según una investigación de Haaretz. En concreto, usan estas miras con el rifle de origen iraní AM-50 Sayyad, que dispara balas del mismo calibre que el M2 Browning, de amplio uso en el ejército israelí. Este rifle es capaz de perforar sin problemas tanto el chaleco antibalas como el casco estándar de los soldados israelíes. Además del AM-50 Sayyad, también usan el fusil de francotirador estadounidense M-14 y el de origen soviético SVD Dragunov.El portavoz de Hamás en la Franja de Gaza, Abu Obaida, explicó a Al Jazeera que hasta las balas que usan sus milicianos son de fabricación local.

## Red social
La organización se encarga de cuidar y mantener económicamente a los familiares de sus activistas y militantes que se encuentren encarcelados en cárceles israelíes, que hayan muerto como consecuencia de ataques del ejército israelí o a causa de sus actos contra Israel, incluyendo los atentados y ataques armados.[cita requerida]También cuenta con una amplia red de escuelas coránicas y centros de atención, y acostumbra a repartir comida entre la población en las épocas de mayor crisis económica.[cita requerida] De esta forma, es visto por parte de la población palestina como la única organización que, a pesar de los múltiples cambios coyunturales, apoya firmemente y sostiene a su pueblo.[cita requerida] Su amplia red de atención social le ha dado gran popularidad entre la población palestina, que sufre las consecuencias del conflicto con Israel.[cita requerida]
En su libro, Hamas: politics, charity and terrorism in the service of jihad, el analista y exsubsecretario de Inteligencia del Departamento del Tesoro de los Estados Unidos y asesor del FBI, Matthew Levitt, del instituto proisraelí Washington Institute for Near East Policy, calcula que Hamás probablemente cuenta con un presupuesto de entre 70 y 90 millones de dólares, de los cuales invierten el 80 a 85 % en sus actividades políticas y a sus redes de escuelas, clínicas y obra social, mientras el resto lo dedican a sus actividades armadas. Asimismo, el académico israelí Reuven Paz, exdirector de investigación del Shabak, el servicio de seguridad general israelí, afirma que «Aproximadamente el 90 por ciento de sus actividades son sociales, de bienestar, culturales, y educativas».

## Gobierno de Gaza
Hamás no tomó parte en la vida política de la ANP desde su formación en 1994 hasta 2006, incluyendo las elecciones del Consejo Legislativo Palestino o CLP en 1996 y la elección presidencial en 1995. Pero antes de las elecciones regionales de 2005, por el CLP en enero de 2006, Hamás declaró su preparación en las participación política. En ambas elecciones la lista de Hamás, Cambio y Recuperación, ganó con victorias arrolladoras.
Desde las elecciones, el poder del gobierno en la ANP fue dividido entre los que apoyan al Presidente Mahmud Abbas ("Abu Mazen"), el líder de Fatah, y los del primer ministro Ismail Haniya, uno de los líderes de Hamás. Hay reportajes que indican que el poder real recae en Jaled Meshal, el jefe de la Oficina Estatal, que es la rama externa del grupo en Damasco. Meshal siempre fue considerado uno de los dos lugartenientes de Yasín, siendo el otro Abdelaziz ar-Rantisi hasta que fue asesinado por Israel. Aunque los israelíes creen que Meshal, una figura de línea dura en Hamás, es más peligroso que Haniya, hasta el momento no negocian con ninguno de ellos, ya que prefieren reconocer únicamente la autoridad del presidente Abbas en todos los asuntos entre la ANP e Israel. Hasta ahora el gobierno de Israel solo hizo acuerdos formales con líderes regionales de Hamás por asuntos menores como la utilización del agua y la electricidad en ciudades concretas como Tulkarem y Nablus.

### Guerra interna
La reacción de Fatah a su derrota en las elecciones en enero de 2006 fue el rechazo de la oferta de Hamás de formar un gobierno de unidad nacional. Desde aquel rechazo, militantes de Fatah y Hamás lucharon frecuentemente en las calles de la Franja de Gaza y algunos milicianos de Fatah en Cisjordania asaltaron a personalidades de Hamás como alcaldes y miembros del Consejo Legislativo Palestino. Haniya y Abbas fueron objeto de intentos de asesinato desde el otro bando. Aunque ambos líderes son oficialmente los jefes de sus facciones, algunos militantes extremistas tienen influencia en los sucesos y los intentos de asesinato no fueron nunca ordenados ni por Abbas ni por Haniya, sino más bien por líderes como Muhamad Deif, que se había opuesto a la participación de Hamás en las elecciones.
Fatah tomó otros pasos para menoscabar la autoridad del gobierno de Hamás, como declarar una huelga general contra los ministros de Hamás. El boicot económico de la comunidad internacional pudo beneficiar a ambos lados, porque hizo tambalearse al gobierno y consolidó la huelga contra él. Hamás respondió con el establecimiento de lazos cercanos con Irán, adversario regional de los países occidentales. Mientras tanto, Israel ha permitido a la guardia presidencial de Abbas importar armas desde Jordania.
A principios de 2007 se intensificaron los enfrentamientos armados entre las facciones, lo que resultó en decenas de muertos y secuestrados de ambos bandos.
Por otro lado, la comunidad internacional se negó, desde la victoria electoral de Hamás en las elecciones palestinas de 2006, a prestar ayuda financiera o reconocimiento legítimo al gobierno de Hamás, debido a que esta organización se niega, hasta el momento, a aceptar los tres puntos básicos exigidos por la ONU para avanzar en el proceso de paz: el reconocimiento del derecho de Israel a existir, la renuncia a la violencia armada y la aceptación de los Acuerdos de Oslo.
Según Amnistía Internacional, durante el conflicto de la Franja de Gaza de 2008-2009, Hamás habría llevado a cabo una campaña de secuestros, asesinatos, torturas y amenazas de muerte contra palestinos considerados colaboracionistas, así como a gente opuesta o crítica con las acciones de Hamás.
Amnistía Internacional, en su informe anual 2014/2015, también denunció que no existe libertad de expresión ni de reunión y que los disidentes son detenidos arbitrariamente. Durante la Operación Margen Protector, miembros de Fatah fueron secuestrados, detenidos e impunemente torturados y condenados a muerte por Hamás sin las debidas garantías judiciales correspondientes a civiles.

### Negociaciones con Fatah de 2017
Desde 2007 cuando Hamás expulsó a Fatah de Gaza se han producido diversos intentos de negociación política que se han visto truncados. Destaca la firma en mayo de 2011 de un Acuerdo Nacional de Reunificación con las diferentes facciones palestinas, el acuerdo en 2014 para la creación de un gobierno de unidad que fracasó y la firma el 12 de octubre de 2017 en El Cairo del Pacto de reconciliación palestina con Fatah. “Esta vez, como todas las otras veces, en Hamás estamos determinados y vamos en serio. Hemos disuelto el comité administrativo (gobierno en la sombra). Hemos abierto la puerta para alcanzar esta reconciliación”, aseguró Saleh Arouri que lideró la delegación de Hamás, después de la firma.